# Wild Honey Pie
Wild Honey Pie é uma canção dos Beatles lançada no álbum The Beatles ou "Álbum Branco", de 1968. Composta por Paul McCartney e creditada à dupla Lennon-McCartney. A gravação foi realizada no dia 20 de agosto de 1968, e concluída em 13 de outubro de 1968. Dura apenas 52 segundos.

## Origens da criação
Paul havia composto esta canção durante o seu retiro espiritual na Índia, e resolveu gravá-la em um momento que ele posteriormente classificou de “experimental”. A gravação base foi trabalhada com os recursos de gravação e edição em quatro canais.
McCartney fala sobre a canção: “Estávamos num período experimental, então eu disse ‘Será que posso entrar nessa também? ’” E disse também: “Eu comecei com a guitarra e fiz umas gravações sobrepostas na sala de controle e na saleta ao lado. É uma canção caseira; Eu fui construindo sobreposições e usando muito vibrato nas cordas da guitarra, puxando-as furiosamente, por isso ‘Wild Honey Pie’ (Torta de Mel Selvagem), foi uma referência a outra música que fiz pro álbum, ‘Honey Pie’.”

## Gravação
Esta música foi gravada no dia 20 de outubro no estúdio 2 do Abbey Road Studios, enquanto seus companheiros John Lennon e Ringo Starr gravavam no estúdio 3 (George Harrison havia tirado uns dias de folga e viajado para a Grécia). Todos os instrumentos e os vocais são de Paul, que realizou tratamento acústico na voz e na guitarra, duplicando-as (Overdub) e acrecentando efeitos à voz. A música base foi gravada em apenas uma tomada.
A música propriamente dita tem a duração de cinqüenta e três segundos. Ela é seguida de um solo de violão mais parecido com um solo introdutório de origem espanhola para a música seguinte, "The Continuing Story of Bungalow Bill". Somados o solo mais a canção, a música dura 1'01"

## Os músicos
- Paul McCartney: todos os vocais, violão, bumbo.

## Curiosidades e referências
- A banda Pixies regravou essa canção em 1988, inclusa no disco de 1998, Pixies at the BBC.

- De acordo com Paul, a música deveria ser excluída do “Álbum Branco”, mas Pattie Boyd, esposa de George gostava muito, então decidiram deixar no disco.